# قلعة الغيل
 قلعة الغيل: ومن أهم ما يميز (قرية الغيل) القابعة بين ربوع الجبال هي قلعتها المشهورة بـ(قلعة الغيل)، سميت بالغيل، وهو مصطلح يعني جدول الماء االذي ينبع من العيون المائية،  وتعد من أقدم القلاع الأثرية المبنية في المنطقة الشرقية. تم تشييد هذا الصرح الأثري الشامخ بأصالته في عهد الشيخ سعيد بن أحمد القاسمي الذي حكم مدينة كلباء خلال الفترة من 1903 إلى 1937 م. بُنيت القلعة على تلة عالية يصل ارتفاعها إلى حوالي 17 متراً.
وللوصول إلى قلعة الغيل، يتطلب ذلك الدخول إلى محمية الغيل والسير على طريق صخري، ليس بطويل، ومن فوق قمة القلعة، إن موقع القلعة يجعلها مهمة دفاعيا، مشيراً إلى أنه كانت تسيطر على الساحل الشرقي للخليج من حيث تأمين المراقبة وعلى التلال القريبة، وحسب أقوال الرواة فإن القلعة بُنيت على يد علي بن زاهي ، ثم أكمل بنائها الشيخ حميد بن حمد القاسمي. لقد تم ترميم القلعة في عام 2001 بناء على تعليمات الشيخ الدكتور سلطان بن محمد القاسمي عضو المجلس الأعلى حاكم الشارقة.

## بناء القلعة
تم بناء القلعة على صخور التل الطبيعية، وقد تم تسوية سطح التل الذي حددت تضاريسه الطبيعية أسس البناء ولذلك نجد أن أسس جدرانها ليست مستوية بخط أفقي بل تنخفض في بعض الأجزاء وترتفع في أجزاء أخرى وباعتبار أن تصميم القلعة كان دفاعياً فقد جرى التركيز على متانة الأسس وارتباطها القوي مع سطح التل الطبيعي، واعتمد بناؤها على الصخور المحلية والخشب الإفريقي الصلب.
تتكون القلعة من برج رئيسي يقع في الركن الشمالي الغربي منها ويتمتع بإطلالة كاشفة للجهات الأربعة بواسطة نوافذه ومدخله، كما تحتوي القلعة على مجموعة من السلالم الخارجية وأخرى داخلية ثابتة موزعة في أقسام القلعة، وفيها غرفتان وبهوان ومسطبة، وللقلعة مدخلان خارجيان بالإضافة إلى مداخل الغرف ومدخل البرج.